# Вайсенбах-ам-Лех
Вайсенбах-ам-Лех (нім. Weißenbach am Lech) —  громада округу Ройтте у землі Тіроль, Австрія.
Вайсенбах-ам-Лех лежить на висоті 885 м над рівнем моря і займає площу 81,8 км². Громада налічує 1280 мешканців.
Густота населення 16/км².
|                                           |
| Вайсенбах-ам-Лех на мапі округу та землі. |

 Адреса управління громади: Kirchplatz 3, 6671 Weißenbach am Lech.